# Vesuvin

Strukturformel för Vesuvin

Vesuvin är ett diazofärgämne, som finns i många varianter med olika sammansättningar. Handelsprodukter är ofta olika blandningar av besläktade föreningar, varför det inte finns någon entydig kemisk formel, som beskriver ämnet. Det vanligaste handelsnamnet är Bismarckbrunt, med en tilläggsbokstav som betecknar varianten, till exempel G, GX, GXP, R eller Y.

## Synonymer
Följande lista över trivialnamn innebär inte att ämnena är kemiskt identiska, bara att de har "nära lika egenskaper".
- Anilinbrunt
- Bismarckbrunt G. Summaformel C18H18N8·2HCl
- Bismarckbrunt R = Basic brown 4. Summaformel C21H24N8·2HCl

CAS 5421-66-9
CICN 21010
- Bismarckbrunt Y = Basic brown 1. Summaformel C21H26Cl2N8

IUPAC-namn: 4-[5-C2,4-diamino-5-methylphenyl)diazenyl-2-methylphenyl]diazenyl-6-methylbenzene-1,3-diamine dihydrochloride
SMILES: CC1=C(C=C(C=C1)N=NC2=C(C=C(C(=C2)C)N)N)N=NC3=C(C=C(C(=C3)C)N)N
- Excelsior brown
- Leather brown
- Manchester brown
- Phenylene brown
- Triaminoazobensolklorid

## Användningsområden
- Färgning av bomull
- Färgning av fågelfjädrar
- Färgning av läder. Här bör observeras att pensling ger ett fläckigt resultat, eftersom lädret absorberar färgämnet så snabbt att inträngningsdjupet från en mättad pensel blir helt annorlunda, jämfört erhållet inträngningsdjup från en pensel som är delvis tömd. För ett jämnt resultat måste hela läderstycket snabbt nedsänkas i ett heltäckande bad och sedan tas upp efter en noga specificerad tid. Vid praktiskt arbete har man ofta flera bad tillredda med varierande styrka, och börjar med att sänka ner läderstycket i det svagaste badet. Om lädret inte fått tillräckligt mörk nyans sedan det tagits upp efter den specificerade tiden, fortsätter man med det närmast starkare badet, och så vidare.
- Färgning av papper i gula och bruna nyanser. Massa- och pappersindustrin förbrukar stora mängder av detta färgämne. Ett problem vid användningen är att varierande egenskaper hos papperet ibland ger så kallat rödstick, det vill säga en nyansförskjutning åt det röda hållet. Det finns speciella arbetsmetoder som motverkar detta fenomen.
- Färgning av mikroskopiska preparat vid histologiska och cytologiska undersökningar ända ner på bakterienivå.[2]